# Prostitución en Chad
La prostitución en Chad es ilegal, pero habitual, especialmente en los centros urbanos y en el sur del país. ONUSIDA calculó que había más de 1 200 prostitutas en el país, muchas de ellas procedentes de Camerún.

## Acusaciones de conducta sexual inapropiada por parte del personal de Oxfam
En febrero de 2018, una investigación del periódico The Times descubrió que Oxfam permitió la dimisión de tres hombres y despidió a cuatro por mala conducta grave tras una investigación sobre explotación sexual, descarga de pornografía, acoso e intimidación. Un informe confidencial elaborado por la organización en 2011 descubrió que había habido "una cultura de impunidad" entre parte del personal en Haití y concluyó que "no se puede descartar que alguna de las prostitutas fuera menor de edad". Entre el personal al que se permitió dimitir se encontraba el director de la organización benéfica en Bélgica, Roland Van Hauwermeiren. Según el informe interno, Van Hauwermeiren admitió haber recurrido a prostitutas en un chalet cuyo alquiler pagaba Oxfam con fondos benéficos. La entonces directora ejecutiva de Oxfam, Dame Barbara Stocking, ofreció a Van Hauwermeiren "una salida gradual y digna" por temor a que su despido tuviera "consecuencias potencialmente graves" para el trabajo y la reputación de la organización.
Pocos días después de que el diario publicara sus revelaciones, se supo que Oxfam había tenido conocimiento de las acusaciones de que, mientras ocupaba el cargo de director de la operación de ayuda de la organización en Chad en 2006, Van Hauwermeiren y otros miembros del personal habían recurrido repetidamente a prostitutas en la casa del equipo de Oxfam en ese país, y que uno de los miembros del personal de Oxfam había sido despedido por su comportamiento. A raíz de estas revelaciones, la directora ejecutiva adjunta de la organización, Penny Lawrence, dimitió, asumiendo toda la responsabilidad y reconociendo que "se habían planteado preocupaciones sobre el comportamiento del personal en Chad y en Haití ante las que no habíamos actuado adecuadamente". Una empleada de alto nivel, Helen Evans, que había sido la principal investigadora de conducta sexual inapropiada en la organización entre 2012 y 2015, presentó nuevas acusaciones.

## Incidencia del VIH
Como en muchos países del África subsahariana, el VIH es un problema en Chad. Las trabajadoras del sexo son uno de los grupos de alto riesgo. La falta de conocimiento de la infección, el escaso uso de preservativos y el deficiente acceso a la atención sanitaria contribuyen a una tasa de prevalencia del VIH del 20 %. Es probable que esta cifra sea mayor en la zona del lago Chad.

## Tráfico sexual
Chad es país de origen, tránsito y destino del tráfico sexual de menores. El problema es principalmente interno y suele consistir en confiar niños a familiares o intermediarios a cambio de promesas de educación, aprendizaje, bienes o dinero. Las niñas chadianas viajan a ciudades más grandes en busca de trabajo, donde algunas son sometidas posteriormente al tráfico sexual infantil o son maltratadas en la servidumbre doméstica; el tráfico sexual infantil también es motivo de preocupación entre los refugiados y los desplazados internos en Chad. Las ONG informan de que los grupos terroristas Boko Haram y su filial Estado Islámico del África Occidental están implicados en la trata de menores. En la zona del lago Chad, desde mayo de 2015, los ataques de Boko Haram y las operaciones militares concurrentes del gobierno aumentaron a 76 225 el número de desplazados internos, una población vulnerable a la trata.
En 2015, las autoridades detuvieron al comisario de policía de la ciudad de Kélo como sospechoso de estar implicado en la trata de menores; sin embargo, tras una investigación inicial por secuestro, los funcionarios dejaron en libertad al sospechoso y, aunque el caso seguía abierto, se desconocía si los funcionarios continuaban investigando activamente la acusación. En 2016, los Servicios de Protección Infantil de la Policía Nacional de Chad siguieron investigando el abuso y la explotación infantil, incluida la trata. Las ONG informaron de la complicidad de algunos funcionarios locales en la trata durante 2016.
Con una clasificación original de país de "nivel 2", la Oficina de Vigilancia y Lucha contra la Trata de Personas del Departamento de Estado de los Estados Unidos alejó sus resultados en 2023 para Chad, al que rebajó a "nivel 3".